# 古林箐秋海棠
古林箐秋海棠（学名：Begonia gulinqingensis）为秋海棠科秋海棠属的植物，为中国的特有植物。分布于中国大陆的云南等地，生长于海拔1,730米的地区，见于密林下草丛中，目前已由人工引种栽培。